# Solveig Richter
Solveig Richter ist eine deutsche Politikwissenschaftlerin und Hochschullehrerin.

## Leben
Richter studierte Politikwissenschaft, Kommunikationswissenschaft und Neuere und Neueste Geschichte an der Technischen Universität Dresden. Dabei absolvierte sie ein Auslandsjahr an der Universität Straßburg. Nach ihrem Abschluss in Dresden absolvierte sie ein Praktikum bei der Organisation für Sicherheit und Zusammenarbeit in Europa (OSZE) in Kroatien, bevor sie an die TU Dresden zurückkehrte. Dort wurde sie wissenschaftliche Mitarbeiterin am Lehrstuhl für Internationale Politik. An der TU Dresden wurde sie 2008 schließlich mit der Dissertation Partner, Mahner, Besserwisser? Zur Effektivität externer Demokratisierung durch die OSZE in Südosteuropa zur Dr. phil. promoviert.
Richter war von 2008 bis 2012 als Mitarbeiterin der Stiftung Wissenschaft und Politik (SWP) tätig, bevor sie 2013 als Juniorprofessorin für International Conflict Management an die Willy Brandt School of Public Policy der Staatswissenschaftlichen Fakultät an die Universität Erfurt berufen wurde. In dieser Zeit entwickelte sie zusammen mit dem Zentrum für Konfliktforschung der Philipps-Universität Marburg das Forschungsprojekt Blended Legitimacy: Nichtstaatliche Herrschaftsakteure und der Wandel politischer Ordnung in Nachkriegsgesellschaften, mit dem sie 2020 in das Heisenberg-Programm der Deutschen Forschungsgemeinschaft (DFG) aufgenommen wurde.
Richter übernahm zum 1. Oktober 2020 als Universitätsprofessorin die Heisenberg-Professur für Internationale Beziehungen und transnationale Politik an der Universität Leipzig. Ihre Forschungsschwerpunkte liegen im Bereich externe Demokratieförderung in Postkonflikt- und Transformationsgesellschaften, im Bereich der Friedenskonsolidierung nach Konflikten, der Rolle internationaler Organisationen, insbesondere der Europäischen Union, sowie der Wirksamkeit von Instrumenten der zivilen Krisen- und Konfliktbearbeitung.

## Werke (Auswahl)
- Zur Effektivität externer Demokratisierung: die OSZE in Südosteuropa als Partner, Mahner, Besserwisser? Nomos, Baden-Baden 2009, ISBN 978-3-8329-4378-3.
- Zielkonflikte der EU-Erweiterungspolitik? Kroatien und Makedonien zwischen Stabilität und Demokratie. SWP, Berlin 2009.
- mit Wolfgang Ismayr und Markus Soldner: Die politischen Systeme Osteuropas. 3. Ausgabe. VS-Verlag, Wiesbaden 2010, ISBN 978-3-531-16201-0.
- mit Margarete Klein: Russland und die euro-atlantische Sicherheitsordnung: Defizite und Handlungsoptionen. SWP, Berlin 2011.
- mit Uwe Halbach und Christian Schaller: Kosovo – Sonderfall mit Präzedenzwirkung? Völkerrechtliche und politische Entwicklungen nach dem Gutachten des Internationalen Gerichtshofs. SWP, Berlin 2011.